# Stenodynerus nepalensis
Stenodynerus nepalensis är en stekelart som beskrevs av Giordani Soika 1985. Stenodynerus nepalensis ingår i släktet smalgetingar, och familjen Eumenidae. Inga underarter finns listade i Catalogue of Life.